# 沙舒賈
沙舒賈（波斯語：میرزا شاه شجاع，1616年6月23日—1661年2月7日）是蒙兀兒帝國皇帝沙賈汗和皇后慕塔芝·瑪哈所生的第二個兒子，沙舒賈曾擔任孟加拉、比哈爾以及奧里薩的蘇巴達爾，首府設於達卡。1660年，沙舒賈於皇位繼承戰中落敗，他帶著家眷流亡至妙烏王國，後死於當地。

## 早年生活和家庭

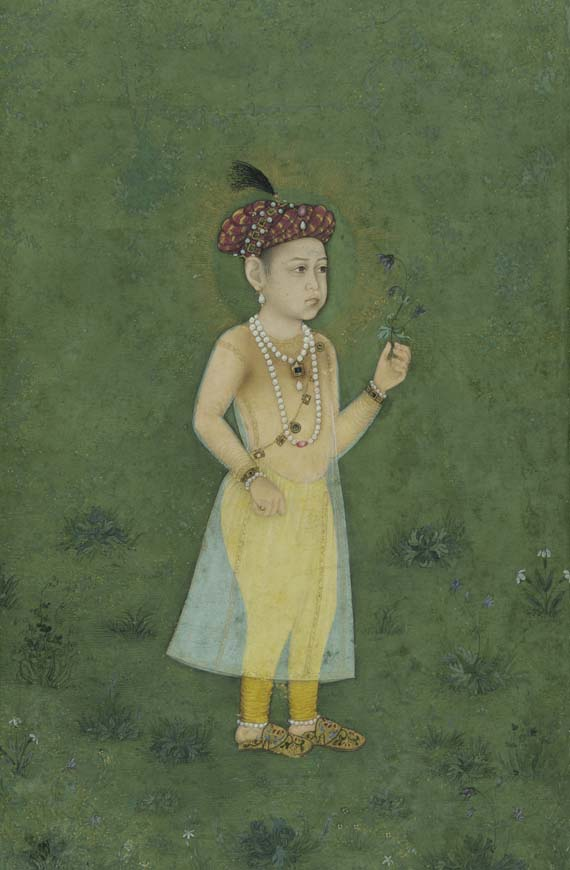
年幼的沙舒賈

1616年6月23日，沙舒賈出生於蒙兀兒帝國轄下的都市阿杰梅尔，他是皇帝沙賈汗和皇后慕塔芝·瑪哈的第二子。而沙賈汗的繼母，同時也是慕塔芝·瑪哈的姑姑努尔·贾汉在沙舒賈出生時便將其養育於身旁，由於努爾·賈漢當時在宮庭中崇高的地位、政治影響力與丈夫贾汉吉尔對她集三千寵愛於一身的緣故，她因此被賦予照顧沙舒賈的職責，這對皇后來說也是一種榮譽。
沙舒賈同母所生的兄弟姊妹有嘉罕娜拉·貝居姆、达拉·希科、羅珊娜拉·貝居姆、奥朗则布、穆拉德·巴克什、歌荷愛拉·貝居姆等人。

## 婚姻與子嗣

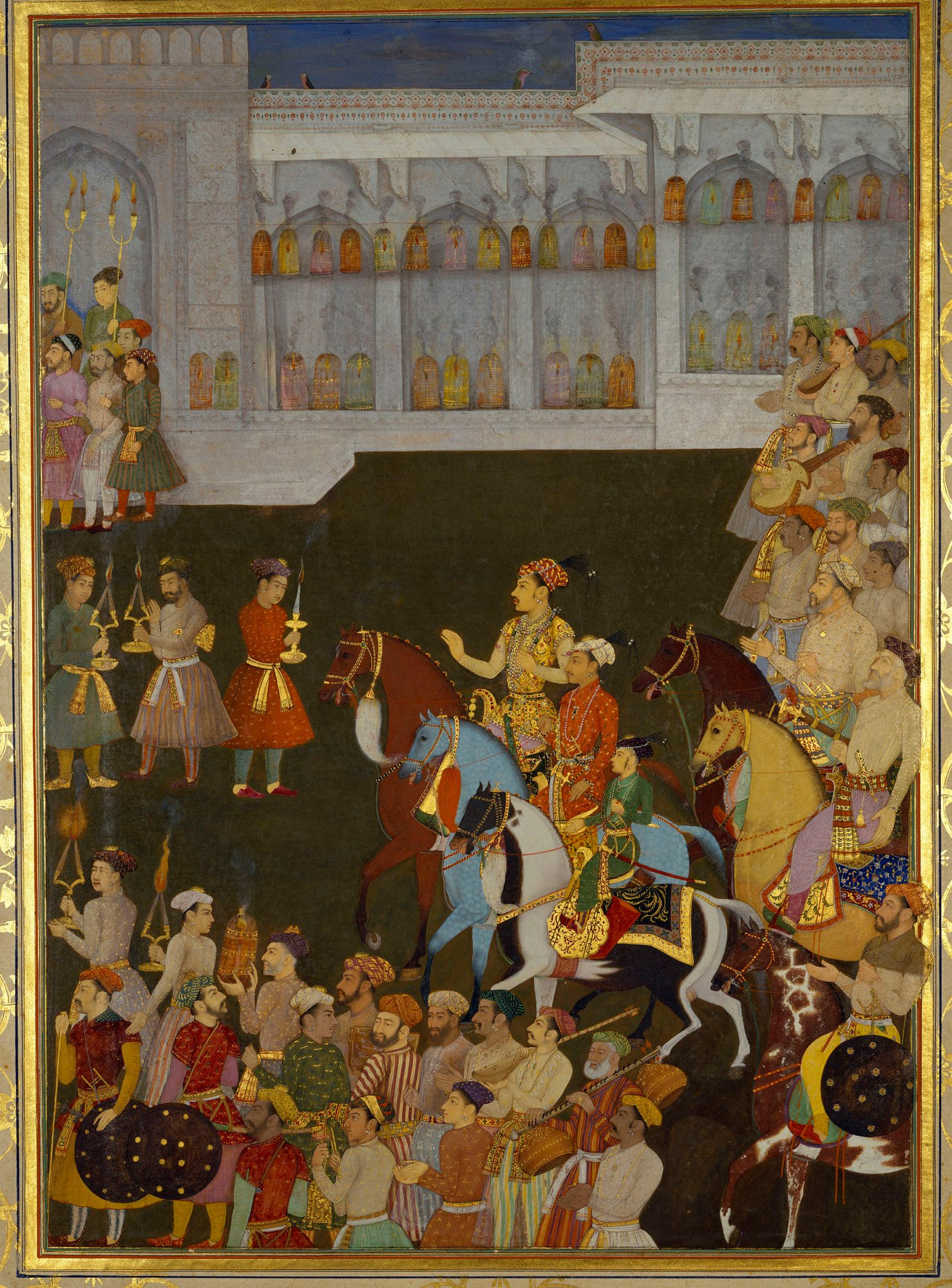
1633年3月4日，沙舒賈的婚禮隊伍抵達阿格拉堡，隨行的還有他的兩個弟弟奧朗則布和穆拉德·巴克什

1633年2月23日，沙舒賈的長姐嘉罕娜拉·貝居姆和薩蒂恩妮莎·罕奴慕（Sati-un-nissa Khanum）依據印度的傳統，公開展示了沙舒賈價值高達100萬盧比的結婚禮物。1633年3月5日的夜間，沙舒賈與魯斯坦·米爾扎（魯斯坦·米爾扎為穆拉德·米爾扎之子）的女兒碧爾季絲·芭奴·貝居姆（Bilqis Banu Begum）正式成婚，這場盛大的婚禮全程由嘉罕娜拉·貝居姆主持，16萬盧比的現金和價值10萬盧比的物品被當作禮物送往魯斯坦·米爾扎的宅邸。
婚後第二年，碧爾季絲在產下一名女嬰後便因難產而去世，她被安葬在布尔汉布尔一座名為哈布札·瑪哈爾（Kharbuza Mahal）的陵墓裡。她生下的女兒被沙賈汗命名為蒂爾帕齊爾·芭奴·貝居姆（Dilpazir Banu Begum），蒂爾帕齊爾後來在嬰兒時期就夭折了。
第一任妻子過世後，沙舒賈與皮雅麗·芭奴·貝居姆（Piari Banu Begum）再婚。皮雅麗是沙賈汗統治時期，孟加拉蘇巴的第二任蘇巴達爾阿扎姆汗之女。婚後，她跟沙舒賈育有兩個兒子和三名女兒，分別是生於1639年10月28日的宰因德丁·米爾扎（Zain-ud-Din Mirza），生於1645年12月20日的宰因爾阿比丁·米爾扎（Zain-ul-Abidin Mirza），以及居爾茹赫·芭奴·貝居姆（Gulrukh Banu Begum，居爾茹赫後嫁給奧朗則布之子米爾扎·穆罕默德·蘇丹）、羅珊·雅拉·貝居姆（Roshan Ara Begum）、阿米娜·芭奴·貝居姆（Amina Banu Begum）。
1660年，皮雅麗隨同丈夫和兒女們流亡至阿拉干的妙乌王国，當沙舒賈於1661年遇害後，她的兒子們也被處死，皮雅麗和她的兩個女兒亦自盡而亡，僅存的女兒阿米娜被帶回宮殿，但她因過度悲痛，不久後也追隨家人而逝。沙舒賈的另一個女兒瑪哈·罕奴慕（Mah Khanum）則被迫嫁給了妙烏國王僧陀都曇摩，隔年，僧陀都曇摩懷疑將有政變發生，遂把沙舒賈所剩的親屬們盡數餓死，連當時已懷有自己骨肉的瑪哈·罕奴慕也不例外。
沙舒賈的第三位妻子是吉什德瓦尔的拉賈·坦姆森（Raja Tamsen）之女，婚後她於1645年8月生下兩人的兒子布蘭德·阿赫塔爾·米爾扎（Buland Akhtar Mirza）。

## 治理孟加拉

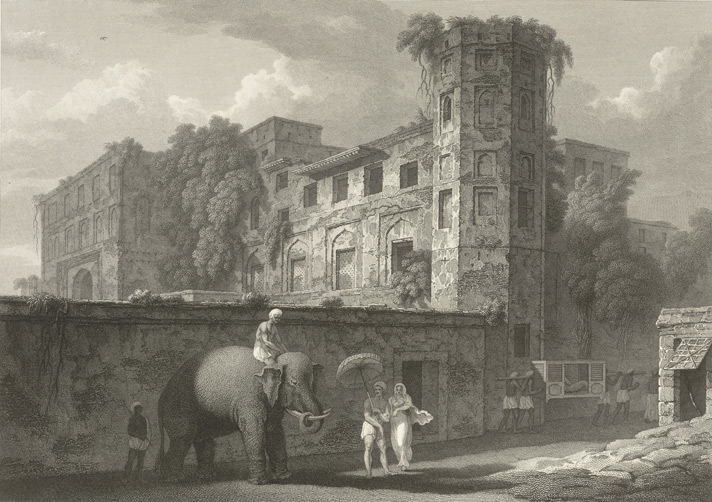
查爾斯·多伊利於1823年製作的巴拉·卡特拉宫蝕刻版畫

沙舒賈成年後，其父沙賈汗任命他自1641年起擔任孟加拉與比哈爾的蘇巴達爾，並從1648年7月25日至1661年間擔任奧里薩的蘇巴達爾。沙賈汗另外又任命那格浦尔的拉傑普特人王子昆瓦爾·拉格哈夫·辛格（Kunwar Raghav Singh）為其副手。於沙舒賈擔任蘇巴達爾期間，他在孟加拉首府达卡修築起自己的官邸巴拉·卡特拉宫。除此之外，沙舒賈還派人興建了侯賽尼·達蘭、達罕蒙迪·沙希·伊德傑赫等公共建築。

## 皇位之爭
1657年9月沙賈汗病倒後，他的四個兒子，达拉·希科、沙舒賈、奥朗则布和穆拉德·巴克什旋即為了爭奪皇位而大打出手。1657年11月，沙舒賈在孟加拉自行加冕為帝，其麾下的22名貴族中，有10名出身自薩達特·巴拉家族，印度什叶派信徒是他最堅定的追隨者。
沙舒賈率領大軍前進，隨軍更擁有大量戰船沿著恒河從旁護衛。然而，他還是在瓦拉納西（位於現今的印度北方邦）附近激烈的巴哈杜爾普爾戰役（Battle of Bahadurpur）中被長兄達拉·希科的軍隊擊敗，沙舒賈撤回拉杰马哈尔修整，並規劃他下一步的行動，1658年5月17日，他與達拉·希科簽署了條約，該條約承認沙舒賈擁有孟加拉、奧里薩和比哈爾的大部分地區。

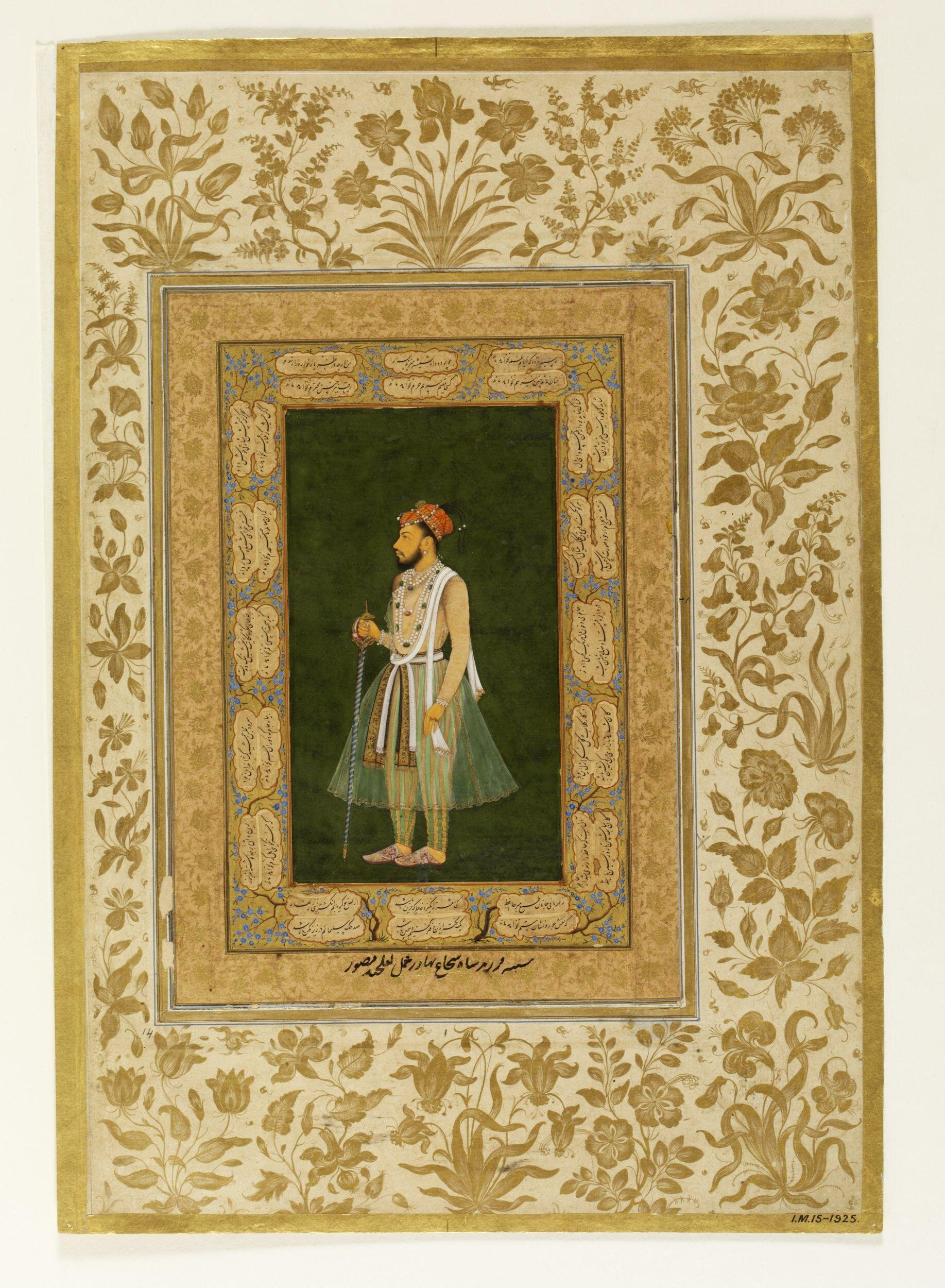
沙舒賈畫像

與此同時，奧朗則布在達爾馬特和薩穆加爾赫兩度戰勝達拉·希科的軍隊，最終成功抓獲達拉·希科，並以叛教的罪名將其處決，登上了蒙兀兒帝國的寶座，沙舒賈則再次向首都進軍，向奧朗則布發動攻勢，然而在1659年1月5日爆發的卡傑瓦戰役（今屬費特普爾縣）中，沙舒賈慘遭擊潰。
戰敗後，沙舒賈撤退至孟加拉，米爾·久姆拉奉命率領帝國軍隊沿路追擊，於1660年4月最後一次擊敗沙舒賈僅存的軍隊。每次失敗後，沙舒賈都要面對自己軍隊中不斷出現的逃兵，但他並沒有灰心，與此相反，他始終努力不懈地重組自己軍隊，但當沙舒賈在坦答陷入重重包圍並發現再戰已無希望時，他決定永遠離開孟加拉並前往阿拉干（今缅甸若開邦）避難。沙舒賈離去後，米爾·久姆拉於1660年5月9日抵達達卡，被奧朗則布任命為下一任孟加拉的蘇巴達爾。

## 逃往阿拉干

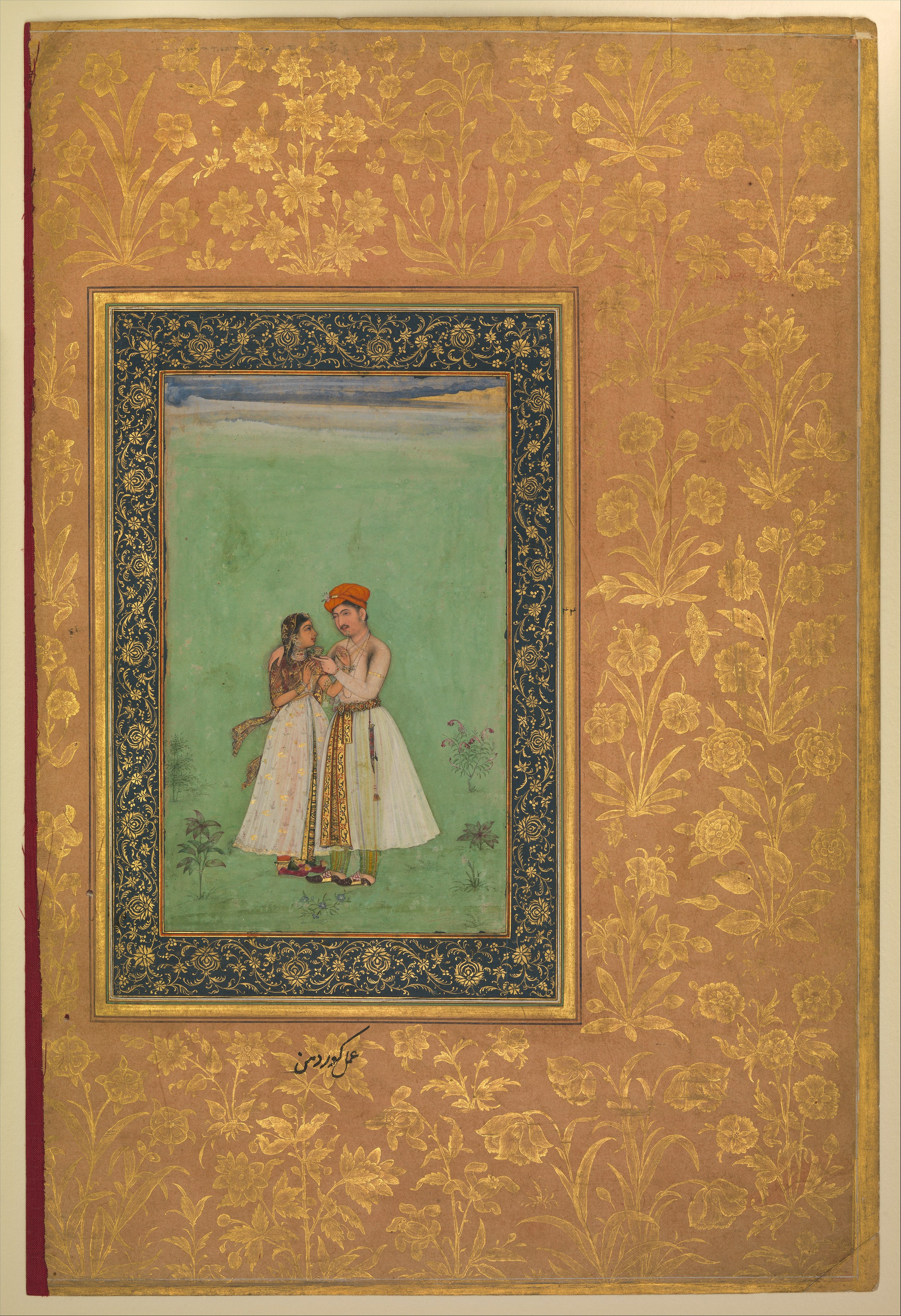
沙舒賈與他的愛人

1660年4月6日下午，沙舒賈帶著家人和隨從離開坦答，於4月12日抵達達卡，停留了近一個月後，5月6日他們離開該城，在5月12日於布烏魯亞（Bhulua，今孟加拉国諾阿卡利縣）登上前往阿拉干的船隻，一行人首先抵達吉大港並在當地停留了一段時間，隨後他們從這裡改走陸路前往阿拉干，沙舒賈動用了數千頂轎子來運送他的後宮女眷，還在沿途城鎮的伊德傑赫舉行了開齋節禮拜。

## 死亡與後果
1660年8月26日，沙舒賈及其隨行人員抵達阿拉干當地的妙乌王国，他們在首都妙烏受到禮貌性的歡迎，實力強大的妙烏國王僧陀都曇摩起先同意為沙舒賈及其家人提供船隻前往麥加，沙舒賈計劃在那裡度過餘生，蒙兀兒皇室成員帶來六隻馱滿黃金和珠寶的骆驼，如此巨額的財富在阿拉干地區前所未見。
經過八個月時間的漫長等待與無數次的推脫，僧陀都曇摩承諾給予的船隻始終未兌現。最終，僧陀都曇摩向沙舒賈求娶他的女兒為妻，但遭其拒絕，僧陀都曇摩對此作出回應，命令蒙兀兒人在三天內離開。由於無法自由行動，又被市集拒絕提供物資，沙舒賈決心推翻僧陀都曇摩的統治，他身邊尚有兩百名士兵，還有當地穆斯林的支持，這讓他有很大的機會成功。然而，僧陀都曇摩事先得到了警告，導致政變的計畫因此失敗，沙舒賈只得放火焚燒妙烏這座城市，希望能趁亂逃生，他的大部分隨從都被俘虜，儘管沙舒賈最初逃進了叢林裡，但後來還是被捕獲並遭處決。
沙舒賈帶來的財寶皆被僧陀都曇摩據為己有，僧陀都曇摩還將沙舒賈的女兒強行帶往自己的後宮，與他成婚，此事後來被人們用歌曲和诗歌傳唱銘記。隔年，僧陀都曇摩懷疑有另一場叛亂將要發生，於是把沙舒賈的兒子們斬首，又將他的女兒們（包括已懷孕的沙舒賈之女）活活餓死。奧朗則布對僧陀都曇摩殺害蒙兀兒皇室成員的行為感到憤怒，下令對妙烏王國發動戰爭，經過密集的圍攻，蒙兀兒帝國佔領了吉大港，數千名阿拉干人淪為奴隸，妙烏王國的國勢自此衰落，伴隨僧陀都曇摩的離世，隨之而來的是當地長達一個世紀的混亂。

## 延伸閱讀
- JN Sarkar (ed), History of Bengal, vol II, Dhaka, 1948
- JN Sarkar, History of Aurangzib, vol II, New Delhi, 1972–74
- A Karim, History of Bengal, Mughal Period, vol II, Rajshahi, 1995